# Perdita emarginata
Perdita emarginata är en biart som beskrevs av Timberlake 1964. Perdita emarginata ingår i släktet Perdita och familjen grävbin. Inga underarter finns listade i Catalogue of Life.